# Pseudoscelida
Pseudoscelida là một chi bọ cánh cứng trong họ Chrysomelidae.
Chi này được miêu tả khoa học năm 1894 bởi Jacoby.

## Các loài
Các loài trong chi này gồm:
- Pseudoscelida apicicornis Jacoby, 1896
- Pseudoscelida fulvicornis Jacoby, 1903
- Pseudoscelida indica Jacoby, 1903
- Pseudoscelida jacobsoni Weise, 1926
- Pseudoscelida pallida Jacoby, 1896